# Anders Rane
Jan Anders Rane, född 4 juli 1943 i Bromma, död 2 maj 2024, var en svensk läkare och professor i klinisk farmakologi. 
Rane blev med.lic 1969 och docent 1974 vid Karolinska institutet. Åren 1985–1990 var Rane professor, tillika enhetschef för farmakoterapeutiska enheten vid Socialstyrelsens läkemedelsavdelning i Uppsala (nuvarande Läkemedelsverket). Han var professor i klinisk farmakologi vid Uppsala universitet och överläkare i klinisk farmakologi på Akademiska sjukhuset 1990 till 1998 och därefter innehade han motsvarande professur vid Karolinska institutet. Rane var samtidigt överläkare på Karolinska universitetssjukhuset och klinikchef, först i Huddinge men efter sammanslagningen av sjukhusen i Solna och Huddinge chef för den gemensamma kliniken. Rane hade efter pensionen fortsatt anställning som senior professor vid Karolinska institutet. Han var sedan 2018 svensk representant (Beneficiary vid KI) i det europeiska nätverksprojektet för utveckling av läkemedel för barn "Conect4Children", ett av Europas största forskningsprojekt i form av offentlig-privat samverkan.
Rane var medlem i flera expertgrupper i Socialstyrelsen och i WHO:s expertpaneler. Han var Director för WHO Collaborating Centre vid Karolinska Institutet (Drug Utilization Research and Clinical Pharmacological Services), styrelsemedlem i WHO:s biverkningscenter samt sakkunnig i EU kommissionen vid framtagandet av Paediatric Regulation för barnläkemedel, styrelsemedlem i flera internationella sammanslutningar samt President för European Society of Developmental Pharmacology. Han var också ordförande i Svenska Läkaresällskapets Sektion för läkemedelslära och i Svensk förening för klinisk farmakologi. Hans huvudsakliga forskning har rört läkemedels metabolism, farmakogenomik, barnläkemedel  och dopningsmedel.